# Clayton Anderson
Clayton Conrad Anderson (nascut el 23 de febrer de 1959 a Omaha, Nebraska) és un astronauta de la NASA. Va volar en el STS-117, va substituir Sunita Williams el 10 de juny de 2007 com a membre de la tripulació de l'Expedició 15 de l'ISS.